# 伝説 (ドヴォルザーク)
『伝説』（でんせつ、チェコ語: Legendy）作品59 は、アントニン・ドヴォルザークが作曲した小品集。まずはピアノ連弾曲（B. 117）として作曲された後、小規模な管弦楽のために編曲された（B. 122）。『伝説曲』と表記される場合もある。

## 成立の経緯
ドヴォルザークは『交響曲第6番 ニ長調』（作品60, B. 112）を完成させる前日の1880年10月15日に、出版者フリッツ・ジムロックに宛てて「1881年1月30日までにピアノ二重奏（連弾）曲の『伝説』を完成させたいと望んでいる」との計画を書き送っている。しかしながら、1881年1月30日になっても『伝説』のスケッチに着手していなかった。ピアノ連弾版の決定稿は1881年2月12日から3月23日にかけて、一部はプラハで、一部はヴィソカー・ウ・プルジーブラミで作成された。ドヴォルザークが本作を音楽評論家のエドゥアルト・ハンスリックに献呈すると、ハンスリックはこの曲集に熱狂的な賛辞を送った。ピアノ連弾版は1881年の夏にジムロック社から出版され、同年にはこの曲集を小規模な管弦楽のための小品集に編曲した。管弦楽版はあまり演奏されないが、全曲としてよりも個別の楽曲の抜粋が演奏されることは間々あり、1882年のプラハ音楽院における初演でも第1曲、第3曲、第4曲がアントニーン・ベネヴィッツの指揮によって、同年11月26日のウィーン・フィルハーモニー管弦楽団による初演でも第2曲、第5曲、第6曲がヴィルヘルム・ヤーンの指揮によって取り上げられた。

## 楽曲構成
以下の10曲から成る。演奏時間は約40分。
1. アレグロ・ノン・トロッポ、クアジ・アンダンティーノ （ニ短調）
2. モルト・モデラート （ト長調）
3. アレグロ・ジュスト （ト短調）
4. モルト・マエストーソ （ハ長調）
5. アレグロ・ジュスト （変イ長調）
6. アレグロ・コン・モート （嬰ハ短調）
7. アレグレット・グラツィオーソ （イ長調）
8. ウン・ポコ・アレグレット （ヘ長調）
9. アンダンテ・コン・モート （ニ長調）
10. アンダンテ （変ロ短調）

## 註
1. ↑  Album notes (SU 3533-2 031), p. 4-5
2. 1 2  Score, p. V
3. ↑  Album notes (SU 3533-2 031), p. 5

## 参考資料
- Dvořák, Antonín; Šourek, Otakar (foreword) (1956). Legendy, Op. 59, Piano 4 ms (Score). Prague: Bärenreiter Editio Supraphon
- Holeček, Jaroslav (2001). Symphonic Variations, Scherzo capriccioso, Legends (Czech Philharmonic Orchestra, Sir Charles Mackerras) (CD). Translated by Gráfová, Sarah. Antonín Dvořák. Prague: Supraphon. pp. 4–5. SU 3533-2 031。